# La Opinión
La Opinión è un quotidiano statunitense in lingua spagnola fondato a Los Angeles nel 1926. È il maggior quotidiano in lingua spagnola del Paese e il secondo più diffuso nell'area metropolitana di Los Angeles dopo il Los Angeles Times.

## Storia

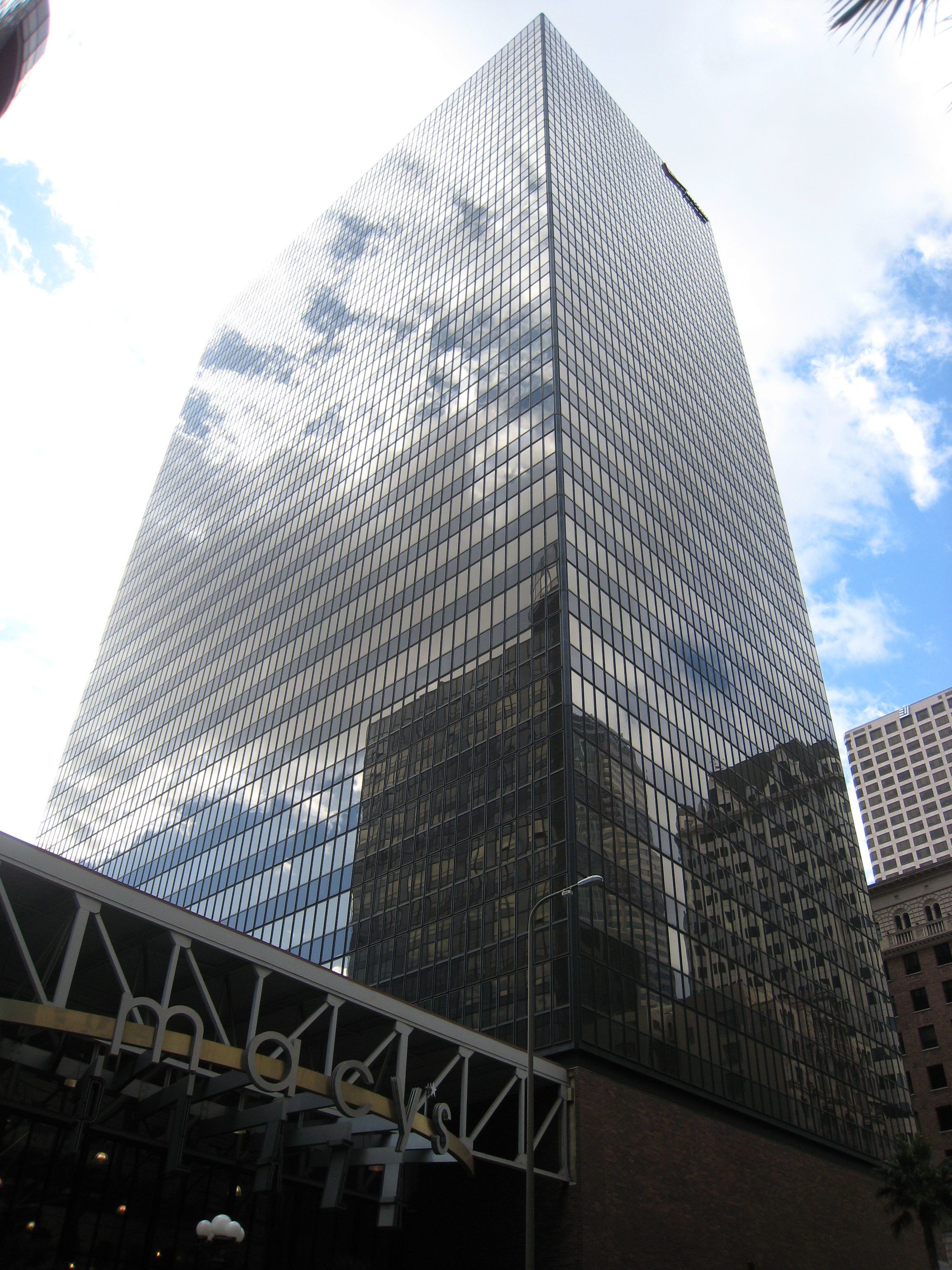
La sede de La Opinión è situata all'interno del MCI Center di Los Angeles.

Nel 1908 Ignacio E. Lozano Sr. emigrò dal Messico a San Antonio, Texas. Cinque anni più tardi vi fondò il quotidiano in lingua spagnola La Prensa.
Con l'aumento della popolazione messicana a Los Angeles negli anni Venti, Lozano ritenne di avere una base solida per un giornale spagnolo nella città californiana. Fu così che il 16 settembre, il giorno dell'indipendenza del Messico, fu pubblicato il primo numero de La Opinión. La famiglia Lozano mantenne il controllo sia de La Prensa che de La Opinión fino al 1959, quando La Prensa fu venduta.
Nei suoi primi anni di vita, la testata si occupava principalmente di notizie dal Messico per soddisfare le preferenze di lettura del suo pubblico, composto in gran parte da messicani recentemente immigrati. La Opinión è stato uno dei pochi giornali a fornire una copertura completa delle deportazioni e dei rimpatri dei messicani durante gli anni Trenta e delle rivolte degli Zoot Suit degli anni Quaranta.
Nel 1990 il 50% del giornale è stato venduto alla Times Mirror Company, che nel 2000 si è fusa con la Tribune Company. Nel 2004 ImpreMedia ha rilevato la Tribune Company e ha ripreso il pieno controllo de La Opinión.